# Moz̧affarī-ye Shomālī
Moz̧affarī-ye Shomālī (persiska: مظفری شمالی, مُظَفَّری) är en ort i Iran.   Den ligger i provinsen Bushehr, i den centrala delen av landet, 600 km söder om huvudstaden Teheran. Moz̧affarī-ye Shomālī ligger 32 meter över havet och antalet invånare är 246.
Terrängen runt Moz̧affarī-ye Shomālī är huvudsakligen platt, men åt nordost är den kuperad. Runt Moz̧affarī-ye Shomālī är det glesbefolkat, med 15 invånare per kvadratkilometer. Närmaste större samhälle är Sīāh Makān-e Bozorg, 6,8 km nordväst om Moz̧affarī-ye Shomālī. Trakten runt Moz̧affarī-ye Shomālī är ofruktbar med lite eller ingen växtlighet.